# Englefeld
Englefeld es un pueblo canadiense situado en la provincia de Saskatchewan.

## Superficie
Englefeld tiene una superficie de 0,66 km².

## Demografía
En 2021, tenía 259 habitantes, una densidad poblacional de 394,5 hab./km², y 114 viviendas.